# Perdona nuestros pecados
Perdona nuestros pecados é uma telenovela chilena produzida e exibida pela Mega entre 6 de março de 2017 e 22 de agosto de 2018.

## Enredo
A chegada de Reynaldo Suarez (Mario Horton), o novo pastor de Villa Ruiseñor, vai gerar mais de uma dor de cabeça para Armando Quiroga (Álvaro Rudolphy), o homem mais rico e poderoso na região de Maule, enquanto calmamente mulheres As pessoas começam a murmurar sobre os encantos e magnetismo do padre. Reynaldo vem em busca de vingança contra Quiroga para o suposto suicídio de sua irmã mais nova há quase 20 anos, apoiado por sua mãe, a aldeia abortista, Lidia (Carmen Disa Gutiérrez).
Por outro lado, há María Elsa (Mariana di Girólamo) a filha e fraqueza de Armando. Uma cópia para os olhos da garota, mas no início um caso com Camilo Corcuera (Etienne Bobenrieth), um jovem filho de classe baixa de Silvia Corcuera (Francisca Sparrowhawk) uma empregada doméstica, desafia uma das regras mais importantes lugar: a separação entre as classes sociais do tempo.
Armando, acostumado a estar no controle, mantendo vinte e cinco anos de um casamento aparência tranquila e perfeita: Estela Undurraga (Patricia Rivadeneira), sua esposa, é um aristocrata que possui grande beleza e com quem tem cinco filhos, além de María Elsa: a frígida Isabel (Alejandra Araya) e a tenra Sofía (Catalina Benítez), que ela adora acima de tudo; o mesmo que Martin (Francisco Godoy) e Domingo (Andrés Commentz), homens. María Elsa é o único ser humano capaz de quebrá-lo.
Eu não sei Maria Elsa e outras pessoas é que, após o olhar não poluído e misericordioso, o desejo de vingança que têm mobilizado ao longo da vida hide Reynaldo. Alguns anos atrás, Lidia (Carmen Disa Gutiérrez), sua mãe e Teresita, sua irmã falecido respectivamente, decidiu ir em busca de novos horizontes se estabelecem Villa rouxinol. No entanto, neste lugar que prometia uma nova vida para eles, eles encontraram uma tragédia fatal. A jovem decide tirar a própria vida depois de ter sido insultada. O horror da injustiça e do abuso marcam esta mãe e filho que juraram vingança.
Nesta cidade o Montero Bulnes também vive. Essa família aristocrática faz parte das amizades de Armando, apesar de cruzar algumas linhas: Ángela Bulnes (Paola Volpato) é sua amante anos atrás. Esta mulher casou-se com Lamberto Montero (Andrés Velasco) sem amor, fruto de um acordo entre seu sogro e seu pai. Mas ela nunca reclamou e aceitou em silêncio porque em troca ela tinha uma família. São crianças que despertam nela o amor e lealdade: Gerardo (Nicolas Oyarzun), Villa Ruiseñor médico e Augusta (Fernanda Ramirez), uma classe e estudante déspota. Na casa em que vive Silvia Montero também ser dama de Montero, para elevar seus dois filhos, Camilo e Antoinette (Constanza Araya).
Os Möller são outros clãs que fazem parte do Villa Ruiseñor. Esta família é dirigida por Ernesto (César Caillet), o mais importante empreendedor hoteleiro da região. Eleanor, sua esposa, que morreu há dez anos por causa de uma longa doença, deixando-o com três filhos: Sophisticated Horacio (Gabriel Cañas), o encantador Carlos (José Antonio Raffo) e inocente María Mercedes (Soledad Cruz). Horacio casou-se com Maria Elsa graças a um acordo entre as duas famílias. Ernesto é também um dos rivais de Armando, porque, apesar do tempo que passou ainda tem esperanças de ganhar um dia Estela, arrancando-o de Quiroga e, assim, reviver um romance que teve com ela quando eram adolescentes.
Na cidade do sul também destaca a escola das meninas exclusivos em Villa Ruiseñor, estabelecimento gerido pela amargurado, solitário Guillermina estrita Márquez (Ximena Rivas), ea flamejante Almacenes Quiroga. O pessoal que trabalha neste local de propriedade de Armando Quiroga, são Ingrid (Romina Norambuena) e Renzo (Félix Villar), bajuladores fiéis de Quiroga.

## Elenco
| Ator/Atriz            | Personagem                      | Temporada(s) |
| --------------------- | ------------------------------- | ------------ |
| Mario Horton          | Reynaldo Suárez                 | T1-T2        |
| Mariana di Girólamo   | María Elsa Quiroga              | T1-T2        |
| Álvaro Rudolphy       | Armando Quiroga                 | T1-T2        |
| Patricia Rivadeneira  | Estela Undurraga                | T1-T2        |
| Paola Volpato         | Ángela Búlnes                   | T1-T2        |
| César Caillet         | Ernesto Möller                  | T1-T2        |
| Francisca Gavilán     | Silvia Corcuera                 | T1-T2        |
| Andrés Velasco        | Lamberto Montero                | T1           |
| Ximena Rivas          | Guillermina Márquez             | T1           |
| Etienne Bobenrieth    | Camilo Corcuera/Camilo Montero  | T1-T2        |
| Fernanda Ramírez      | Augusta Montero                 | T1-T2        |
| Gabriel Cañas         | Horacio Möller                  | T1-T2        |
| Alejandra Araya       | María "Isabel" Quiroga          | T1-T2        |
| Nicolás Oyarzún       | Gerardo Montero                 | T1-T2        |
| Constanza Araya       | Antonieta Fuentes               | T1-T2        |
| José Antonio Raffo    | Carlos "Carlitos" Möller        | T1-T2        |
| Soledad Cruz          | María Mercedes "Mechita" Möller | T1-T2        |
| Carmen Disa Gutiérrez | Lidia Ilic                      | T1-T2        |
| Mabel Farías          | Fresia Toro                     | T1-T2        |
| Félix Villa           | Renzo Moreno                    | T1-T2        |
| Romina Norambuena     | Ingrid Ormeño                   | T1-T2        |
| Francisco Godoy       | Martín Quiroga                  | T1           |
| Catalina Benítez      | Sofía Quiroga                   | T1           |
| Andrés Commentz       | Domingo Quiroga                 | T1           |
| Lorena Capetillo      | Nora Valdeavellano              | T1-T2        |
| María José Bello      | Bárbara Román                   | T1-T2        |
| Cristián Carvajal     | Nicanor Pereira                 | T1-T2        |
| Daniela Lhorente      | Laura "Tongolele" Montes        | T1-T2        |
| Rodrigo Soto          | Jeremías Casagrande             | T1-T2        |
| Roxana Naranjo        | Rocío Paillán                   | T1-T2        |
| Elizabeth Torres      | Zenaida Urra                    | T1-T2        |
| Margarita Llanos      | Georgina Cifuentes              | T1-T2        |
| Héctor Noguera        | Remigio Subercaseaux            | T1           |
| Consuelo Holzapfel    | Clemencia Valdeavellano         | T1           |
| Katyna Huberman       | Elvira Undurraga                | T1           |
| Paulina Hunt          | Cándida del Bosque              | T1-T2        |
| Roberto Farías        | Ismael Quiroga                  | T1-T2        |
| María José Prieto     | Lucrecia Romero                 | T2           |
| Ignacia Baeza         | Julieta Romero                  | T2           |
| Solange Lackington    | Edith Gacitúa                   | T2           |
| Teresa Münchmeyer     | Marianela Jara                  | T2           |

## Episódios
| Resumo | Resumo | Episódios | Episódios | Originalmente exibido | Originalmente exibido |
| Resumo | Resumo | Episódios | Episódios | Estreia da temporada  | Final da temporada    |
| ------ | ------ | --------- | --------- | --------------------- | --------------------- |
|        | 1      | 232       | 232       | 6 de março de 2017    | 11 de abril de 2018   |
|        | 2      | 80        | 80        | 16 de abril de 2018   | 22 de agosto de 2018  |

## Audiência
O primeiro capítulo teve média de 29 pontos de rating e 36 de pico. O último episódio da primeira temporada teve média de 32,1 pontos de rating e 34 de pico. O primeiro capítulo da segunda temporada teve média de 33,8 pontos de rating e 36 de pico. O último capítulo da segunda temporada teve média 35,6 pontos de rating e 40 de pico.